# Koziorożec nubijski
Koziorożec nubijski (Capra nubiana) – gatunek ssaka parzystokopytnego z rodziny wołowatych (Bovidae), z podrodziny koziorożców, uważany też za podgatunek Capra ibex.

## Występowanie
Występuje na skalistych pustyniach górskich obszarów Afryki – w Egipcie (na wschód od Nilu), północnej Etiopii i zachodniej Erytrei. Ponadto jego siedliska znajdują się w niektórych państwach azjatyckich – w Izraelu, zachodniej Jordanii, rozproszone populacje także w zachodniej i środkowej Arabii Saudyjskiej, Jemenie i południowym Omanie. Gatunek wymarł na terenie Libanu.

## Budowa
Koziorożce nubijskie są jasnobrązowe, z białym podbrzuszem, przy czym samce mają również ciemny brązowy pas wzdłuż grzbietu. Mają długie cienkie rogi, które wyrastają ku górze, a następnie wyginają się do tyłu i w dół. U samców dorastają one do około metra długości, podczas gdy u samic są zdecydowanie mniejsze (około 30 cm).
| Podstawowe dane         | Podstawowe dane |
| ----------------------- | --------------- |
| Długość ciała           | 105–125 cm      |
| Wysokość w kłębie       | 65–75 cm        |
| Długość ogona           | 15–20 cm        |
| Masa ciała              | 25–70 kg        |
| Dojrzałość płciowa      | 2–3 lata        |
| Ciąża                   | 5 m-cy          |
| Liczba młodych w miocie | 1–2             |
| Długość życia           | do 17 lat       |

## Tryb życia
Żyją w stadach złożonych wyłącznie z samców lub samic, młode pozostają w stadzie samic do osiągnięcia dojrzałości płciowej. Są zwierzętami dziennymi i odpoczywają w nocy. Żywią się różnymi gatunkami roślin (zielnych i zdrewniałych), głównie trawą i liśćmi. Padają ofiarą lampartów, orłów i orłosępów brodatych.

## Ochrona
Polowania oraz konkurencja zwierząt gospodarskich przyczyniły się do znacznego spadku liczebności  populacji koziorożca nubijskiego. W latach 90. XX wieku zwierzę zaliczano do gatunków zagrożonych (kategoria EN w klasyfikacji IUCN). Obecną (2011) populację szacuje się na 10 tys. osobników dojrzałych płciowo. Koziorożec nubijski znajduje się wśród gatunków narażonych na wyginięcie (kategoria VU).

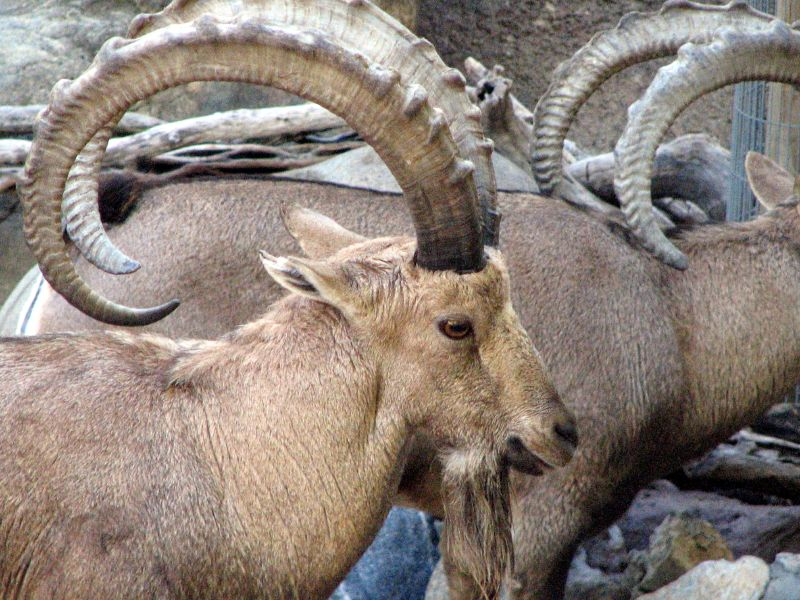